# Ajuda (palác)
Královský palác v Ajudě je rezidence v klasicistním stylu obývaná portugalskou královskou rodinou v 19. století. Po vzniku První portugalské republiky v roce 1910 zde vzniklo Historické muzeum.

## Historie

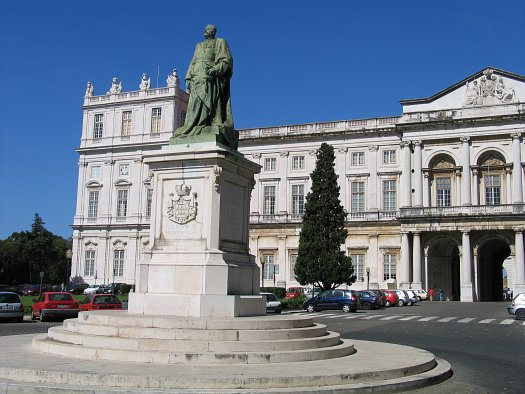
Ajuda - královský palác se sochou Karla I. Portugalského v popředí.

Palác se rozkládá na místě, kde se dříve nacházela dřevěná budova, postavená králem Josefem I. ve čtvrti Ajuda portugalského hlavního města Lisabonu. Ta byla postavena po zničení královského paláce Ribera při zemětřesení v roce 1755, které srovnalo se zemí celý Lisabon a při kterém zahynulo přes 100.000 lidí.
Chatrná konstrukce dřevěné stavby Josefa I. byla totálně zničena při požáru v roce 1794, za panování královny Marie I. Poté královna a následně i její syn král Jan VI. nechali vystavět v centru Lisabonu sídlo dvora. Architektem projektu byl Manuel Caetano de Sousa, který navrhl palác v pozdním barokně-rokokovém stylu.
V roce 1802 projekt přešel do rukou portugalského architekta José de Costa e Silva a italského architekta Francisca Javiera Fabriho, kteří změnili styl paláce na klasicistní.
Útěk královské rodiny v roce 1807 do Brazílie před Napoleonovým vojskem zapříčinil výrazné zpoždění projektu. Po návratu rodiny do země pokračovala stavba pod dohledem Antónia Francisca Rosy, ovšem z nedostatku financí musel být původní stavební záměr zredukován.
Teprve až za panování krále Ludvíka I., syna královny Marie II., se palác stal centrem soukromého života královské rodiny a portugalského královského dvora. Po smrti krále Ludvíka I. v roce 1889 zde měla sídlo královna-vdova Marie Pia Savojská, které se dříve sama podílela na výzdobě interiérů. V tomto období architekt Possidónio da Silva provedl změny na hlavním průčelí.
S vyhlášením Portugalské republiky v roce 1910 vzniklo z paláce veřejnosti otevřené historické muzeum, v němž lze spatřit styl života portugalské královské rodiny koncem 19. století.